# Grado (Asturien)
Grado (asturisk: Grau) er en kommune i fyrstendømmet Asturien. Mod nord grænser den til Candamo og Las Regueras, mod syd til Teverga og Yernes y Tameza, mod vest til Belmonte de Miranda og Salas og mod øst til Proaza, Santo Adriano og Oviedo. Kommunens hovedby er Grado.

## Geografi
Grado kommune rummer store forskelle, geografisk set. Dens nordlige del når grænsen til det asturiske kystområde, der er domineret af brede dale og lave bjerge. Omvendt i den sydlige del, hvor kommunen når den Kantabriske bjergkæde, der her når op i væsentlige højder som Picu la Berza, der er 1.500 m over havet. 
Denne stigning i højde, som går fra godt 40 m til 1.500 m, giver kommunen en uforlignelig skønhed, hvor man kan opleve meget forskelligartede landskaber.

### Hydrografi
Den vigtigste flod i Grado kommune er Nalón, som løber meget tæt forbi hovedbyen (Grado) i kommunens nordlige del. Regnet efter størrelse er Cubia den næstvigtigste. Den løber gennem selve byen, indrammet af en smuk flodpromenade, for at ende som en biflod til Nalón. Dernæst følger floden Sama, der ligeledes er en biflod til Nalón, og som løber gennem den østlige del af kommunen. Desuden løber småfloderne Vega og Las Varas gennem kommunen, og der er flere andre vandløb som bl.a. Rodaco og Martín og nogle småbække i kommunen.

### Flora og fauna
Med en vegetation præget af atlantisk klima, kan man nyde enorme skove med Ægte Kastanje, Egearter, Almindelig Bøg og Vorte-Birk. Vegetationens karakteristiske, grønne farve giver friskhed til dette landområde. I faunaen findes vildsvin, rådyr, tjur og enkelte bjørne.

## Historie
De ældste fund fra stedet kan dateres til bronzealderen. Fra jernalderen kan man stadig se rester af voldomkransede borge. Trods kraftig bebyggelse under romerriget er der kun bevaret enkelte vidnesbyrd fra den tid, da befolkningen igen og igen har brugt forladte bygninger som stedbrud. Fra middelalderen er endnu i dag bevaret imponerende bydninger i form af vagttårne (i Villanueva, Báscones og Coalla). I den tidlige middelalder var den nuværende kommunes område opsplittet i enhederne Pramaro, Salcedo og Bayo, og sammenlægningen til det nuværende areal skete først i det 13. århundrede.

## Jakobsvejen
Grado er en station på ét af de ældste, historisk bevidnede forløb af Jakobsvejen, som er pilgrimsruten fra Frankrig til Santiago de Compostela (se rutebeskrivelsen her). 

## Sogne
Die Gemeinde Grado ist in 28 Parroquias unterteilt
| - Ambás - Báscones - Bayo - Berció - Cabruñana - Castañedo - Coalla | - El Fresno - Grado - Gurullés - La Mata - Las Villas - Peñaflor - Pereda | - Rañeces - Restiello - Rodiles - Rubiano - Sama de Grado - Santa María de Grado - Santa María de Villandás | - Santianes de Molenes - Santo Adriano del Monte - Sorribas - Tolinas - Vigaña - Villamarín - Villapañada |

## Befolkningsudvikling
| Grafisk fremstilling af den demografiske udvikling |
| -------------------------------------------------- |
|                                                    |

## Politik
| Mandatfordelingen i kommunalrådet har udviklet sig som følger |      |      |      |      |      |      |      |      |      |
| Parti                                                         | 1979 | 1983 | 1987 | 1991 | 1995 | 1999 | 2003 | 2007 | 2011 |
| IU                                                            | 7    | 10   | 10   | 9    | 5    | 6    | 8    | 5    | 6    |
| PP                                                            | 3    | 4    | 3    | 2    | 7    | 3    | 3    | 6    | 6    |
| PSOE                                                          | 3    | 3    | 2    | 4    | 4    | 5    | 6    | 3    | 2    |
| AIGRAS                                                        |      |      |      |      |      |      |      | 3    | 2    |
| FAC                                                           |      |      |      |      |      |      |      |      | 1    |
| UCD/CDS                                                       | 4    |      | 2    | 1    |      |      |      |      |      |
| CIM                                                           |      |      |      | 1    | 1    |      |      |      |      |
| URAS                                                          |      |      |      |      |      | 3    |      |      |      |
| Total                                                         | 17   | 17   | 17   | 17   | 17   | 17   | 17   | 17   | 17   |

Kilder: Det spanske indenrigsministerium Arkiveret 27. august 2009 hos  Wayback Machine og Federación Asturiana de Concejos (Den asturiske sammenslutning af kommunalråd

## Økonomi
| Erhvervsgren                   | Beskæftigede | Andel i procent |
| Jordbrug, kvægdrift og fiskeri | 368          | 13,15           |
| Industri                       | 235          | 8,40            |
| Byggeri                        | 314          | 11,22           |
| Tjensteydelser                 | 1.882        | 67,24           |
| TOTAL                          | 2.799        | 100             |

Data fra det statistiske kontor for erhvervsudvikling i Asturien, oplysninger fra 2009 (PDF; 108 kB), SADEI 

## Seværdigheder
- Hjemstavnsmuseum (Museo Etnográfico de Grado – La Cardosa s/n - 33820 Grado, Tel.: 985 75 30 73)
- Capilla (Kapel) de los Dolores fra det 18. århundrede
- Sognekirken Iglesia Parroquial de San Pedro fra 1890
- Iglesia (kirke) de San Martín in Gurullés fra 1117
- Vagttårnet Torre de Villanueva

## Eksterne links
- Oplysninger fra Grado Arkiveret 14. juli 2014 hos  Wayback Machine (Sp)
- Den asturiske sammenslutning af kommunalråd Arkiveret 14. juli 2014 hos  Wayback Machine